# Fleming (månkrater)
För andra betydelser, se Fleming (olika betydelser).
Fleming är en nedslagskrater på månen. Fleming har fått sitt namn efter astronomen Williamina Fleming och läkaren Alexander Fleming.

## Satellitkratrar
| Fleming | Latitud | Longitud | Diameter |
| ------- | ------- | -------- | -------- |
| D       | 17.0° N | 114.0° Ö | 25 km    |
| N       | 12.7° N | 108.8° Ö | 24 km    |
| W       | 18.0° N | 106.2° Ö | 50 km    |
| Y       | 18.2° N | 108.2° Ö | 30 km    |